# ورنر اوبشرنیکات
ورنر اوبشرنیکات (آلمانی: Werner Obschernikat؛ زادهٔ ۹ ژوئیهٔ ۱۹۵۵) بازیکن واترپلو اهل آلمان بود.